# Pinewood Studios

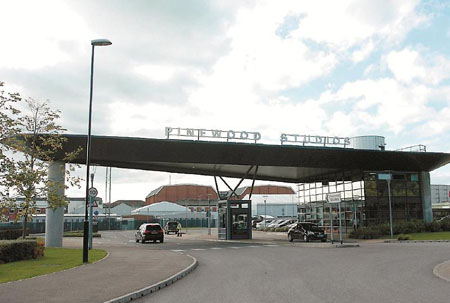
Infarten till Pinewood Studios

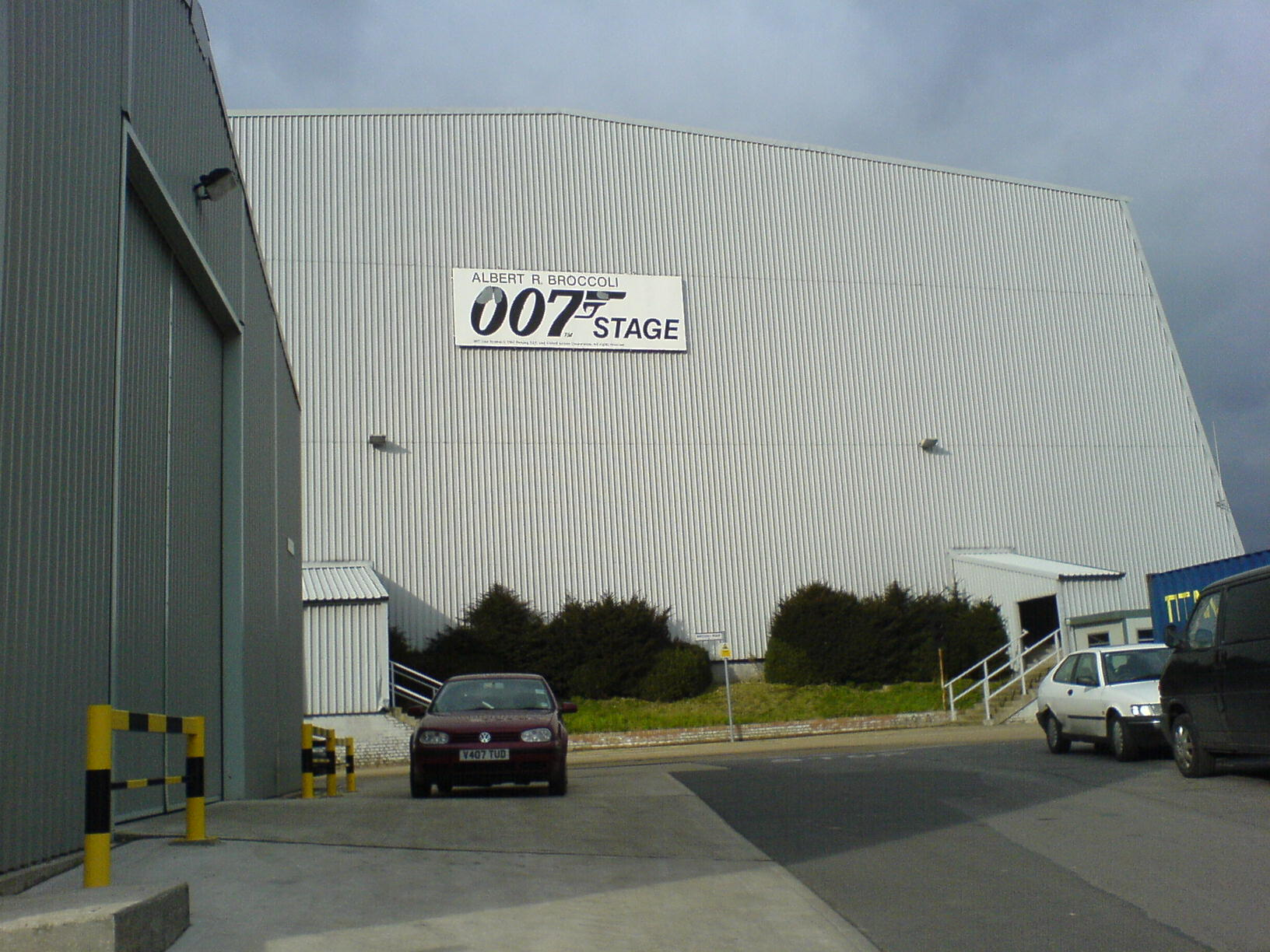
007 Stage, bild från mars 2006.

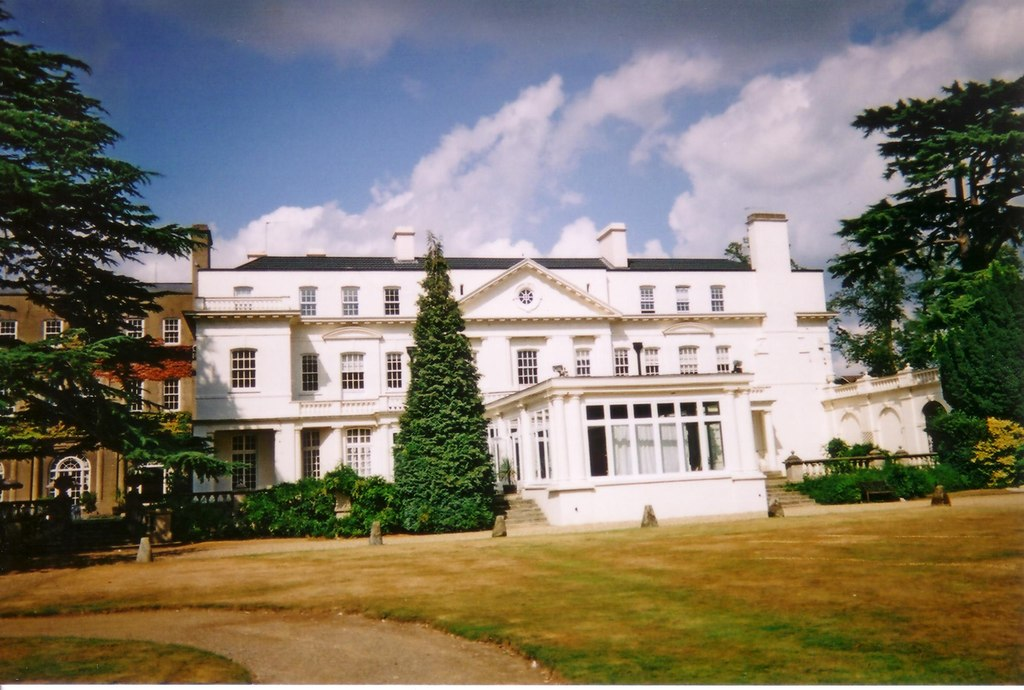
Heatherden Hall.

Pinewood Studios är en filmstudio och inspelningsanläggning som är belägen i Buckinghamshire i England väster om London nära M25. 
Pinewood Studios grundades av Charles Boot år 1934. Den var under många år filmbolaget Rank Organisations huvudstudio. Här har genom åren de flesta av James Bond-filmerna spelats in.

## Bakgrund
Pinewood Studios grundades av Charles Boot år 1934 och byggdes på ägorna till godset Heatherden Hall. Den var under många år filmbolaget Rank Organisations huvudstudio. 
De flesta av James Bond-filmerna har filmats inne på Pinewood Studios, och samtliga har haft sin för- och postproduktion förlagd där. Många amerikanska storproduktioner som Superman – The Movie (1978) och Batman (1989) har spelats in där.
Rank sålde Pinewood Studios under 2001.
Under 2019 meddelades att ägaren till Pinewood Studios (Pinewood Group) hade ingått en hyresavtal på 10 år med Walt Disney Company, med start 2020, som ger Disney tillgång till nästan hela studioanläggningen, bortsett från TV-produktioner.

## Brand och explosioner
30 juli 2006 brann Albert R. Broccoli’s 007 Stage-studion ner, en kort tid innan filminspelningen av Casino Royale hade avslutats. Efter rivningen i september 2006 återuppbyggdes den på mindre än sex månader.
Vid inspelningen av den 25e James Bond-filmen No Time to Die skadades 007-studion av tre explosioner den 20 juni 2019.